# Къмбърландски планини
Къмбърландските планини (на английски: Cumberland Mountains) са планински масив в крайната северозападна част на Англия. В тях се издига най-високата точка на Англия – връх Скофел (978 m). Разположени са на запад от Пенинските планини, от които ги отделят долините на реките Идън и Лун. На северозапад, запад и юг със стръмни склонове се спускат към Ирландско море. Изградени са основно от палеозойски шисти и кварцити с мощни гранитни интрузии. Имат живописни скалисти върхове. Много характерни са древните ледникови форми на релефа, като няколкото остатъчни ледникови езера (най-голямо Уиндермир) са привързани към линиите на тектонските разломи. Климатът е влажен, океански. От тях радиално се спускат малки и къси, но бързи реки: Колдю, Кент и др. Заети са основно от мочурища, торфища и преовлажнени ливади и пасища. В долините тук-таме са се запазили малки горички от дъб, ясен и бреза. През 1951 г. в тях е основан първия във Великобритания национален парк „Лейк Дистрикт“.